# Satyrus merula
Satyrus merula är en fjärilsart som beskrevs av Schultz 1910. Satyrus merula ingår i släktet Satyrus och familjen praktfjärilar. Inga underarter finns listade.